# موجو (مجله)
موجو (انگلیسی: Mojo) یک مجلهٔ موسیقی عامه‌پسند است که هر ماه در بریتانیا منتشر می‌شود. ناشر اولیهٔ این مجله ئی‌مپ و از ژانویهٔ ۲۰۰۸ گروه رسانه‌ای بائر بوده‌است. این مجله به گونه‌ای طراحی شده‌است که برای گروه‌های سنی ۳۰ تا ۴۵ سال یا به اصطلاح بومرها جذاب باشد. موجو نخستین بار در ۱۵ اکتبر ۱۹۹۳ منتشر شد و در آغاز هدفش تمرکز بیشتر بر «راک کلاسیک» بود. به همین دلیل عکس باب دیلن و جان لنون بر روی جلد نخستین شماره نقش بست.